# Jinx!!!
Jinx!!! (japonés: ジンクス!  ; hepburn: Jinkusu!)  es una película japonesa de 2013. Tuvo como protagonistas a Hyomin de T-ara y a los actores japoneses Kurumi Shimizu y Kento Yamazaki. Fue filmada en la biblioteca de la Universidad de Kyushu, en la ciudad de Fukuoka. También en  Kitakyūshū, dentro de la Prefectura de Fukuoka y en Corea del Sur.

## Argumento
Ji-ho es una chica coreana que ha perdido a su novio en un accidente. Para superar el dolor, decide viajar a Japón como estudiante de intercambio en la universidad. Allí conoce a Kaede, una chica tímida y solitaria que al principio, no la trata muy bien. Kaede está enamorada desde hace tiempo de Yusuke, quien también siente lo mismo por ella, sin embargo ninguno de los dos tuvo el valor de confesarse. Ji-ho, se da cuenta en seguida de esto y quiere ayudarlos, utilizando métodos coreanos y demás, para sí lograr su objetivo de unirlos como pareja.

## Reparto
- Hyomin como Yoon Ji-ho.
- Kurumi Shimizu como Yamaguchi Kaede.
- Kento Yamazaki como Nomura Yusuke.
- Motoki Ochiai como Matsuzaka Hayato.
- Airi Matsuyama como Muroi Kuniko.
- Jeon Su Kyeong	(cameo).
- Sanae Miyata como Mimura Sachie.
- Kazuya Takahashi como Sato Kiyoharu.

## Festivales de cine
- 2013 (26th) Tokyo International Film Festival 17 y 25 de octubre - Special Screenings *World Premiere
- 2014 (14th) Nippon Connection 1 de mayo y 27 de junio -  Nippon Cinema *European Premiere